# Літчфілд (Міннесота)
Літчфілд (англ. Litchfield) — місто (англ. city) в США, в окрузі Мікер штату Міннесота. Населення — 6624 особи (2020).

## Географія
Літчфілд розташований за координатами 45°7′19″ пн. ш. 94°31′33″ зх. д. / 45.12194° пн. ш. 94.52583° зх. д. (45.121970, -94.525901).  За даними Бюро перепису населення США в 2010 році місто мало площу 13,99 км², з яких 11,48 км² — суходіл та 2,51 км² — водойми.

## Демографія
Згідно з переписом 2010 року, у місті мешкало 6726 осіб у 2747 домогосподарствах у складі 1749 родин. Густота населення становила 481 особа/км².  Було 2930 помешкань (210/км²).
Расовий склад населення:
| - 95,8 % — білих - 0,5 % — чорних або афроамериканців - 0,1 % — корінних американців - 0,1 % — азіатів - 2,6 % — осіб інших рас |

До двох чи більше рас належало 0,8 %. Частка іспаномовних становила 7,2 % від усіх жителів.
За віковим діапазоном населення розподілялося таким чином: 24,9 % — особи молодші 18 років, 56,7 % — особи у віці 18—64 років, 18,4 % — особи у віці 65 років та старші. Медіана віку мешканця становила 39,6 року. На 100 осіб жіночої статі у місті припадало 95,2 чоловіків;  на 100 жінок у віці від 18 років та старших — 91,6 чоловіків також старших 18 років.
Середній дохід на одне домашнє господарство  становив 59 340 доларів США (медіана — 50 639), а середній дохід на одну сім'ю — 71 845 доларів (медіана — 61 993). Медіана доходів становила 48 357 доларів для чоловіків та 35 993 долари для жінок. За межею бідності перебувало 14,7 % осіб, у тому числі 20,7 % дітей у віці до 18 років та 18,6 % осіб у віці 65 років та старших.
Цивільне працевлаштоване населення становило 3313 особи. Основні галузі зайнятості: виробництво — 27,0 %, освіта, охорона здоров'я та соціальна допомога — 24,7 %, мистецтво, розваги та відпочинок — 10,0 %, роздрібна торгівля — 9,7 %.

## Відомі люди
- Гейл Сондергаард (1899 — 1985) — американська актриса.